# John Conquest
John Tricker Conquest est un accoucheur et médecin britannique né le 1789 et mort le 24 octobre 1866, notamment connu pour avoir écrit en 1820 un manuel influent sur la pratique des sages-femmes, Outlines of Midwifery, qui a connu plusieurs éditions, a été traduit dans de nombreuses langues et a fait l'objet d'une promotion dans l'Inde coloniale.

## Biographie
Conquest étudie la médecine à Édimbourg et obtient son doctorat en médecine en 1813. Il travaille comme accoucheur et donne ensuite des cours chez lui, à Aldemanbury Postern, en demandant 3 guinées par étudiant. Il s'installe ensuite à Finsbury Square (en) et travaille pendant un certain temps comme conférencier au St Bartholomew's Hospital, mais sa conversion à l'homéopathie en 1834 lui vaut d'être prié de quitter son poste. Il travaille également comme médecin au City Lying-in Hospital, au London Female Penitentiary, au London Orphan Asylum, au Stoke Newington et au Stamford Hill Dispensary.
De nombreux médecins le jugent indécent et son style d'écriture maladif, il ne devient pas membre du Royal College of Physicians. Après avoir pris sa retraite, il meurt sénile dans sa maison de Shooter's Hill (en). Des traductions de son livre sont réalisées en plusieurs langues, dont l'allemand, l'ourdou, le télougou, le tamoul et le kannada, par l'intermédiaire du chirurgien Edward Green Balfour (en) en 1874.

## Publications
- (en) John Tricker Conquest, Outlines of Midwifery, 1820
- (en) John Tricker Conquest, Practical remarks on obstetric instruments : with suggestions for the employment of belladonna in some cases of protracted labour., Lndres, J. Moyes, 1820